# AN/SQS-4
AN/SQS-4は、アメリカ合衆国のサンガモ社が開発した軍用ソナー。

## 概要
先行するAN/SQS-10を発展させて、動作周波数を14kHzに変更したモデルとして開発され、1948年に提案されて、1951年より試験を受け、1954年より艦隊配備を開始した。依然として攻撃用には別のソナーが必要であり、例えば海上自衛隊の護衛艦「あまつかぜ」ではAN/SQR-8が、潜水艦ではAN/BQR-2/4が用いられていた。
その後、順次に低周波化されたことから、オリジナル版はmod.4、12kHz版がmod.3、10kHz版がmod.2、8kHz版がmod.1と称されるようになった。その後、これらは、音響ビームを旋回、ないしその方向を適宜変化させながら送信するRDT（Rotating Directional Transmission）能力の付与、また信頼性向上等を目的としたMARK（Maintainability And Reliability Kit）改修によって、下表のように順次に改称している。平均的な探知距離は、SQS-29/30で6.9 km、SQS-31/32で5.9 kmであり、また水温躍層下の目標に対して、SQS-29の場合は2,100 yd (1,900 m)での探知が可能とされていた。
| 周波数 | 当初名称       | RDT能力付与後 | MARK改修後 | 送受波器 | 直径×高さ [m] | 重量                 |
| ------ | -------------- | ------------- | ---------- | -------- | ------------- | -------------------- |
| 8 kHz  | AN/SQS-4 mod.1 | AN/SQS-29     | AN/SQS-39  | TR-115   | 1.64×1.35     | 11,000 lb (5,000 kg) |
| 10 kHz | AN/SQS-4 mod.2 | AN/SQS-30     | AN/SQS-40  | TR-114   | 1.17×1.16     | 10,250 lb (4,650 kg) |
| 12 kHz | AN/SQS-4 mod.3 | AN/SQS-31     | AN/SQS-41  | n/a      | n/a           | n/a                  |
| 14 kHz | AN/SQS-4 mod.4 | AN/SQS-32     | AN/SQS-42  | TR-116   | 1.03×1.05     | 3,730 lb (1,690 kg)  |

1954年より、ディーレイ級護衛駆逐艦への搭載を皮切りに、アメリカ海軍での配備が開始された。対潜ロケット砲搭載艦に広く搭載されたが、より長射程のアスロック対潜ミサイルの開発に伴ってさらなる探知距離延伸が要請されたことから、AN/SQS-29をもとに5キロヘルツ級に低周波化し、また攻撃用精密追尾機能を付加した発展型としてAN/SQS-23が開発され、1958年より配備を開始した。
また1960年代初頭には、可変深度ソナー版としてAN/SQA-10が開発された。これはAN/SQS-30B（RDT能力付与型AN/SQS-4 mod.2派生型）と同じTR-195送受波器を使用して、やはり10kHz帯で動作するものであり、AN/SQS-4シリーズに組み合わされて搭載された。混合層サウンドチャネル下端の変温層に伴うソナー探知不能域（ブラインド・ゾーン）を解消する施策として期待されたものの、使用中に母艦の運動性が制限され、また曳航体の位置を正確に把握できないため探知を得た場合も目標情報の精度が低かったことから、有効性は限定的なものであった。

## 搭載艦艇
アメリカ海軍
- FRAM改修艦
- ミッチャー級駆逐艦
- フォレスト・シャーマン級駆逐艦
- ディーレイ級護衛駆逐艦
- クロード・ジョーンズ級護衛駆逐艦
- 原子力潜水艦「ノーチラス」
- スケート級原子力潜水艦
- スキップジャック級原子力潜水艦
- バーベル級潜水艦

 海上自衛隊
- 初代あきづき型護衛艦
- 護衛艦「あまつかぜ」
- きたかみ型護衛艦
- 練習艦「かとり」
- 訓練支援艦「あづま」
- あさしお型潜水艦
- うずしお型潜水艦

 イタリア海軍
- インペトゥオーソ級駆逐艦
- インパヴィド級駆逐艦
- カルロ・ベルガミーニ級フリゲート (初代)
- アルピーノ級フリゲート

 スペイン海軍
- ロヘル・デ・ラウリア級駆逐艦

 ポルトガル海軍
- アルミランテ・ペレイラ・ダ・シルヴァ級フリゲート